# Semichá

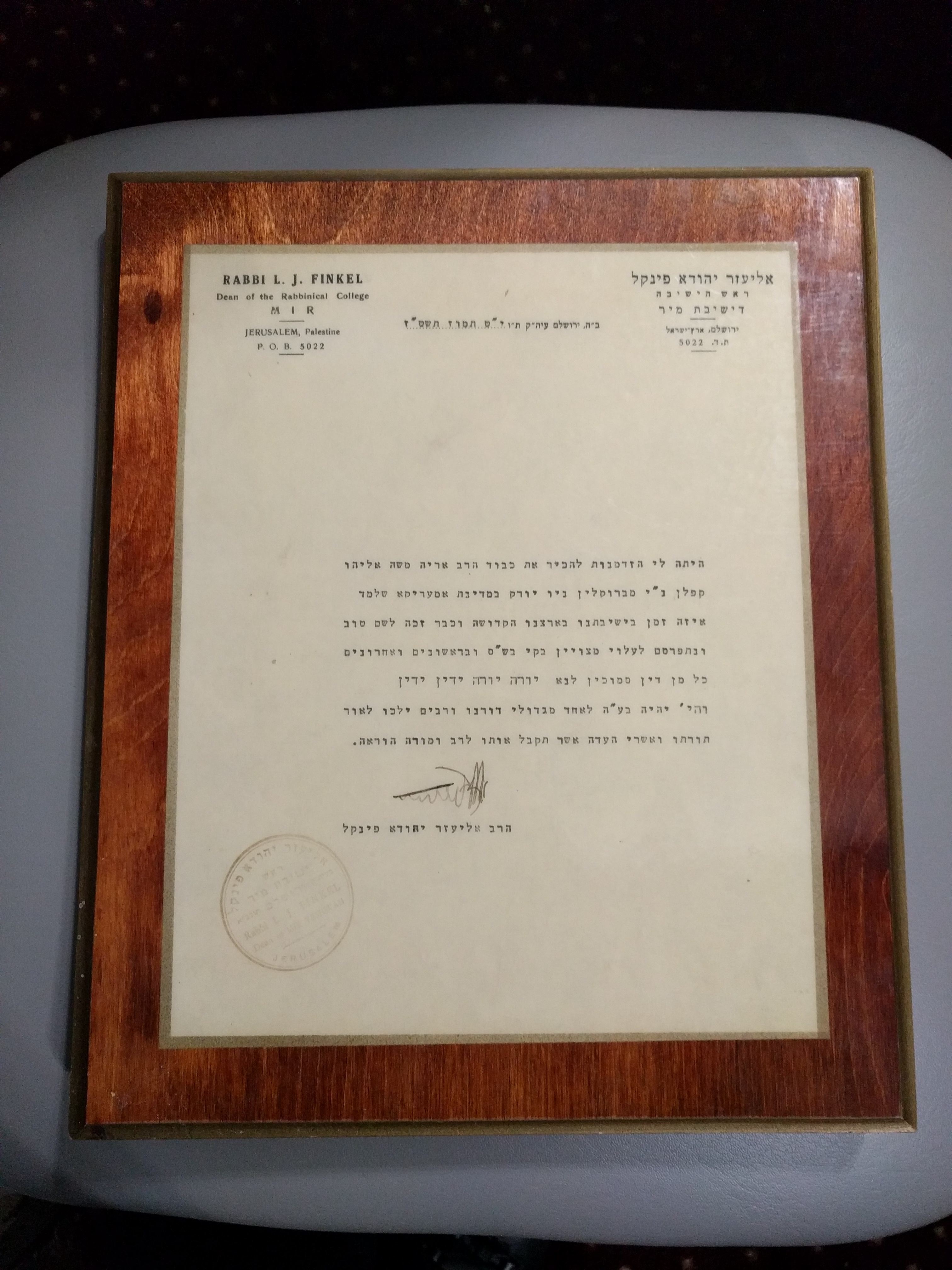
Semichá do rabino Aryeh Kaplan

Semichá, Semikhah (em hebraico  סמיכה‎, "imposição [das mãos]"), também semichut (em hebraico סמיכות‎, "ordenação"), ou semichá lerabbanut (em hebraico סמיכה לרבנות‎, "ordenação rabínica") é derivado de um termo hebraico que significa invocar ou estar autorizado. Em geral, se refere a ordenação de um rabino no judaísmo, que passa a possuir autoridade para dar conselhos ou julgamentos de acordo com a Lei judaica. Embora atualmente a semichá possa ser obtida mediante o estudo em uma instituição rabínica ou centro acadêmico, em muitos momentos não houve a necessidade de uma semichá formal para que uma pessoa possa exercer funções de liderança rabínica dentro de uma comunidade.